# Vũ Di Sơn (thành phố cấp huyện)
Vũ Di Sơn (chữ Hán giản thể: 武夷山市, âm Hán Việt: Vũ Di Sơn thị) là một thành phố cấp huyện của địa cấp thị Nam Bình, tỉnh Phúc Kiến, Cộng hòa Nhân dân Trung Hoa. Tên gọi thành phố này lấy theo dãy núi Vũ Di Sơn. Thành phố Vũ Di Sơn có diện tích 2802 km², dân số 220.000 người (năm 2002). Mã số bưu chính của Vũ Di Sơn là 354300, mã vùng điện thoại là 0599. Thành phố Vũ Di Sơn có nhiệt độ trung bình trong năm 17℃, lượng mưa trung bình 1881 mm/năm. Thành phố này được chia ra thành các đơn vị hành chính gồm 3 nhai đạo, 4 trấn và 4 hương.
- Nhai đạo: Sùng An, Tân Phong, Vũ Di.
- Trấn: Tinh Thôn, Hưng Điền, Ngũ Phu.
- Hương: Thượng Hải, Ngô Đồn, Lam Cốc, Dương Trang.